# Луковичи
Лу́ковичи (укр. Луковичі) — село в Павловской сельской общине Владимирского района Волынской области Украины.
До 2020 года входило в Иваничевский район.
Население по переписи 2001 года составляло 454 человека. Почтовый индекс — 45330. Телефонный код — 3372. Занимает площадь 10,300 км². Код КОАТУУ — 721182800.